# Azmeraw Bekele
Azmeraw Bekele, né le 22 janvier 1986, est un athlète éthiopien spécialiste des courses de fond. 

## Biographie

### Palmarès
| Date | Compétition                    | Lieu              | Résultat | Épreuve     | Performance |
| ---- | ------------------------------ | ----------------- | -------- | ----------- | ----------- |
| 2010 | Championnats du monde de cross | Bydgoszcz         | 21e      | Individuel  | 34 min 21 s |
| 2010 | Championnats du monde de cross | Bydgoszcz         | 3e       | Par équipes | 69 pts      |
| 2011 | Course Marseille-Cassis        | Marseille, Cassis | 2e       | 20 km       | 58 min 37 s |